# Park Avenue West Tower
Park Avenue West Tower es un rascacielos en el centro de Portland, la ciudad más poblada del estado de Oregón (Estados Unidos). La torre de 30 pisos consta de oficinas comerciales, locales comerciales en la planta baja y apartamentos. Es el cuarto edificio más alto de Portland detrás del Wells Fargo Center, KOIN Center y la US Bancorp Tower. Desarrollado por TMT Development y diseñado por TVA Architects. Tiene 30 plantas y mide 140,21 metros.

## Historia
Para su construcción fue necesario demoler los edificios situados en 723 SW Park Avenue, 722 SW 9th Avenue, Dental Arts Building y 732 SW 9th Avenue.
Inicialmente, Park Avenue West Tower estaba programado para completarse en 2010 y estaba siendo desarrollado por TMT Development. La torre debía tener un total de 33 pisos y ofrecer locales comerciales, oficinas y 85 unidades de vivienda. Posteriormente, el componente de vivienda se eliminó de los planes. También iba a tener un garaje subterráneo de seis pisos con 325 plazas de aparcamiento. Ganó los cuatro pisos superiores cuando los desarrolladores acordaron agregar 153 m²  de las instalaciones para bicicletas (incluidas las duchas públicas para quienes viajan diariamente al trabajo, el estacionamiento de bicicletas y el espacio para casilleros) debajo del estacionamiento subterráneo conectado de Director Park, lo que le otorga a la torre una bonificación de 40 a 1.
El edificio es más alto de lo permitido por el código de zonificación en ese momento, sin embargo, se hizo un trato con la ciudad para permitirlo a cambio de utilizar trabajo sindical cuyo cumplimiento aún está en disputa. Así, aunque en principio iba a tener 33 pisos, en 2009 su altura se redujo a 26.  La construcción sin embargo se detuvo súbitmente en abril de 2009. A pesar de la suspensión de la construcción, el desarrollador tenía la esperanza de volver a encarrilar el edificio reduciendo el número de pisos en la estructura resultante de la eliminación de los diez pisos superiores que habría sido espacio de condominio. Estaba alquilado en un 50%, con Stoel Rives como inquilino principal (ocupa 11 pisos y 14.585 m²), así como una tienda NikeTown. El sitio de Park Avenue se consideró una monstruosidad ya que se sentó con solo los cimientos completados durante más de 4 años; fue apodado "Ruinas de Moyer".
TMT Development anunció en diciembre de 2011 que el trabajo se reanudaría a fines de 2013. El 23 de julio de 2012, Thompson Vaivoda & Associates (TVA) solicitó una aprobación de revisión para agregar 4 pisos al diseño aprobado. La construcción se reanudó en octubre de 2013 después de rediseños adicionales, y se espera que se complete a principios de 2016. Los planes requerían 30 pisos, de los cuales 15 albergarían 202 apartamentos. Se remató en febrero de 2015 con una altura final de 153 metros. La torre se inauguró en febrero de 2016 y estaba ocupada en un 92%. Poco después de la apertura, MetLife proporcionó 130 millones de dólares en financiamiento permanente para el edificio.

## Código de zonificación y acuerdo laboral sindical
La torre de 30 pisos es más alta de lo que normalmente permite el código de zonificación. En 2014, los funcionarios de la ciudad y el desarrollador negociaron un acuerdo para permitirles construir 30 pisos a cambio de utilizar limpiadores sindicales y guardias de seguridad. Sin embargo, estos trabajos sindicales no sucedieron. En marzo de 2019, el sindicato SEIU Local 49 colgó una pancarta en las ventanas del piso 11 como parte de su protesta y lo han hecho alquilando un alquiler a corto plazo de dos habitaciones por dos días. En agosto de 2018, The Oregonian identificó que más de 20 de las 202 unidades en Park Avenue West se utilizaron como alquileres a corto plazo sin permiso. En junio de 2019, el Local 49 de SEIU presentó una demanda para que se realizaran trabajos sindicales.

## Galería

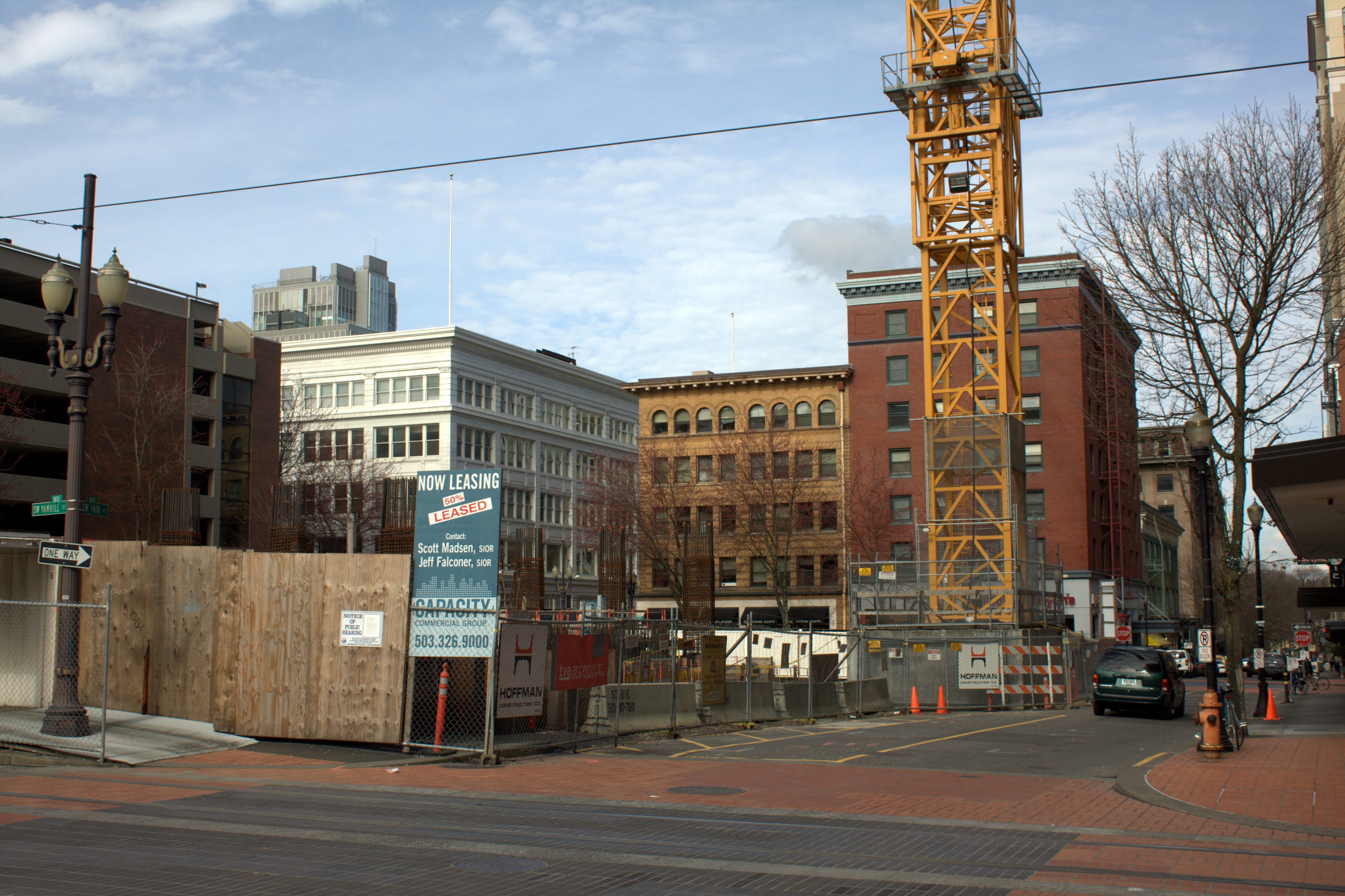
En febrero de 2010
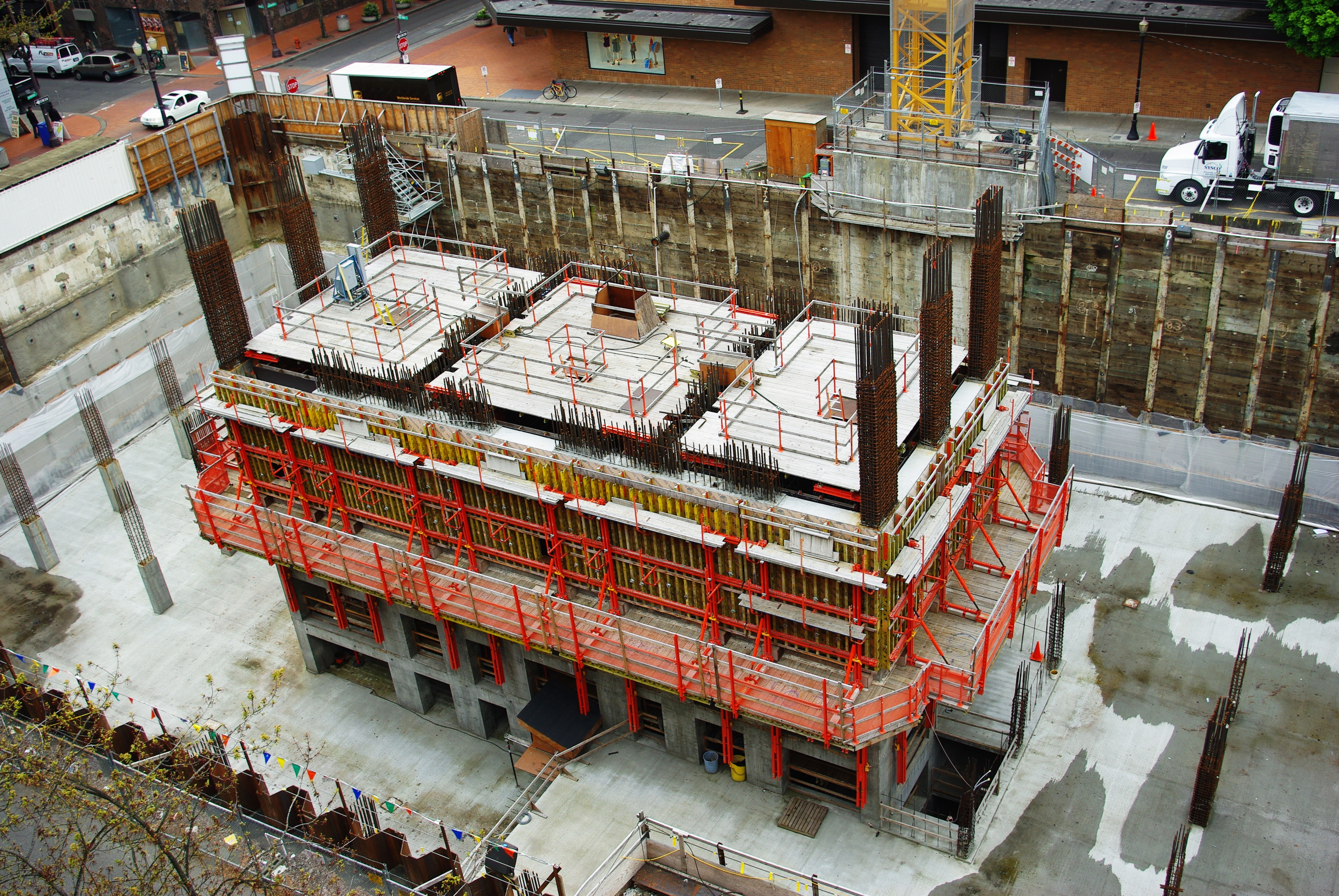
En mayo de 2010
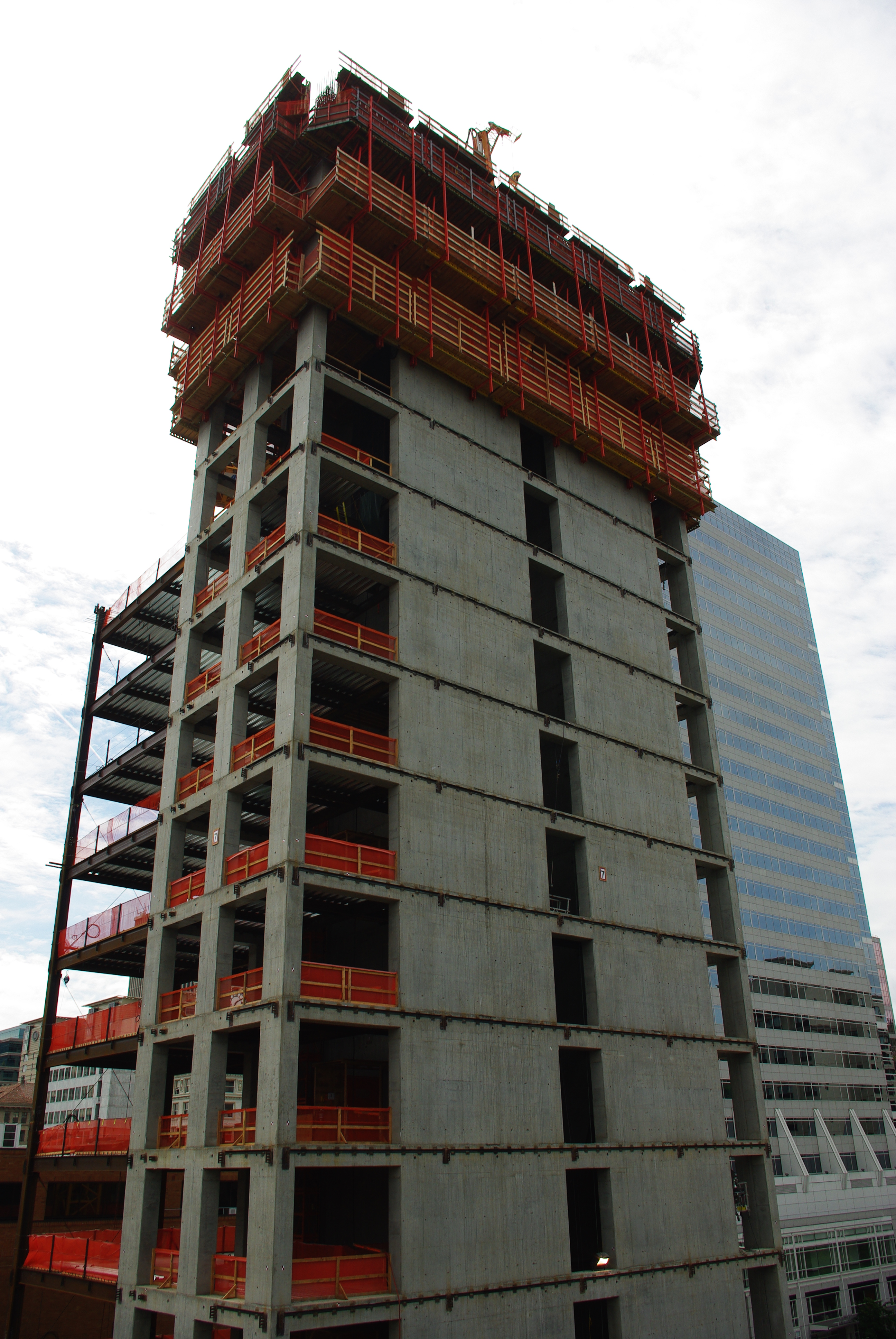
En mayo de 2014
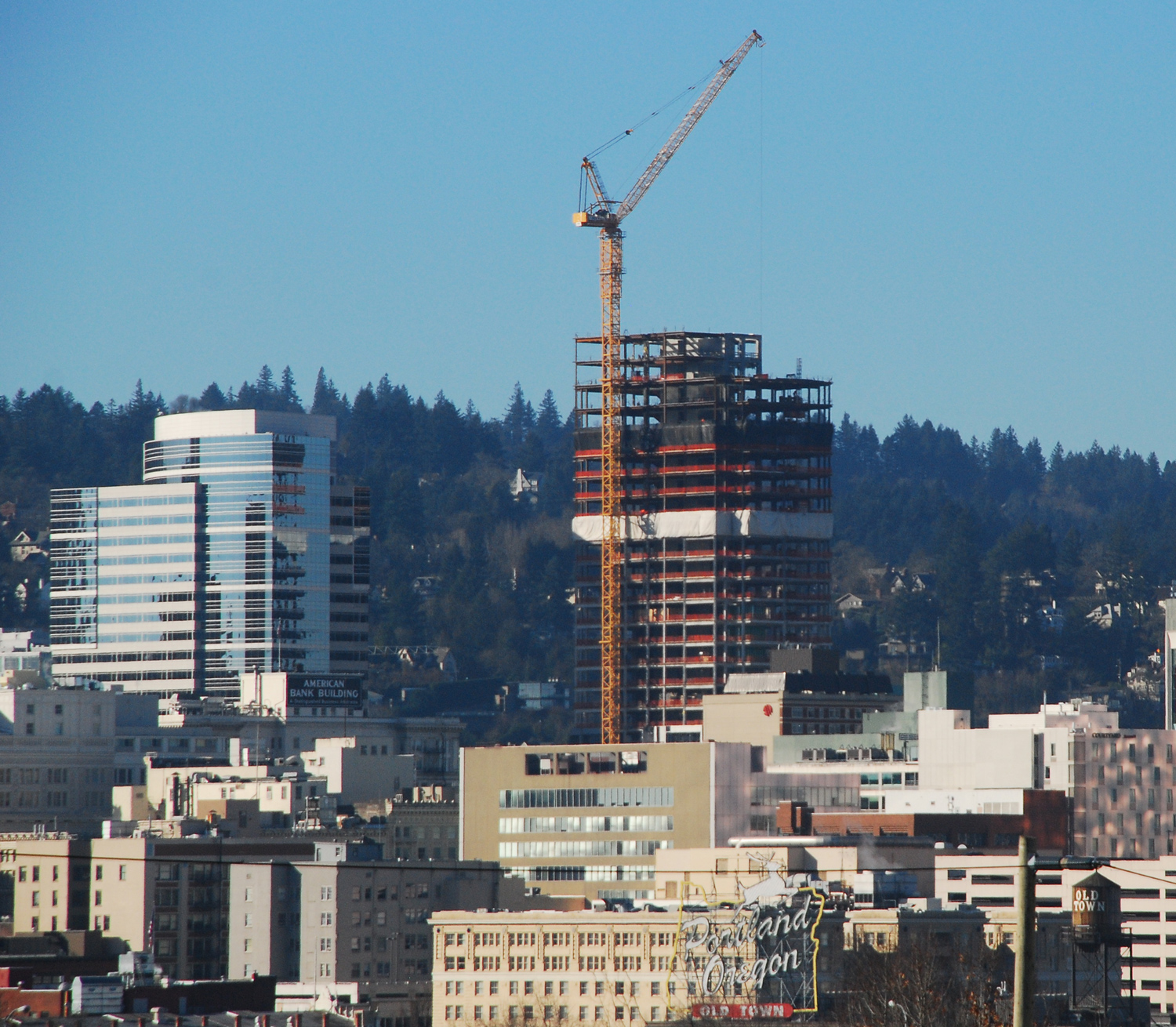
En enero de 2015
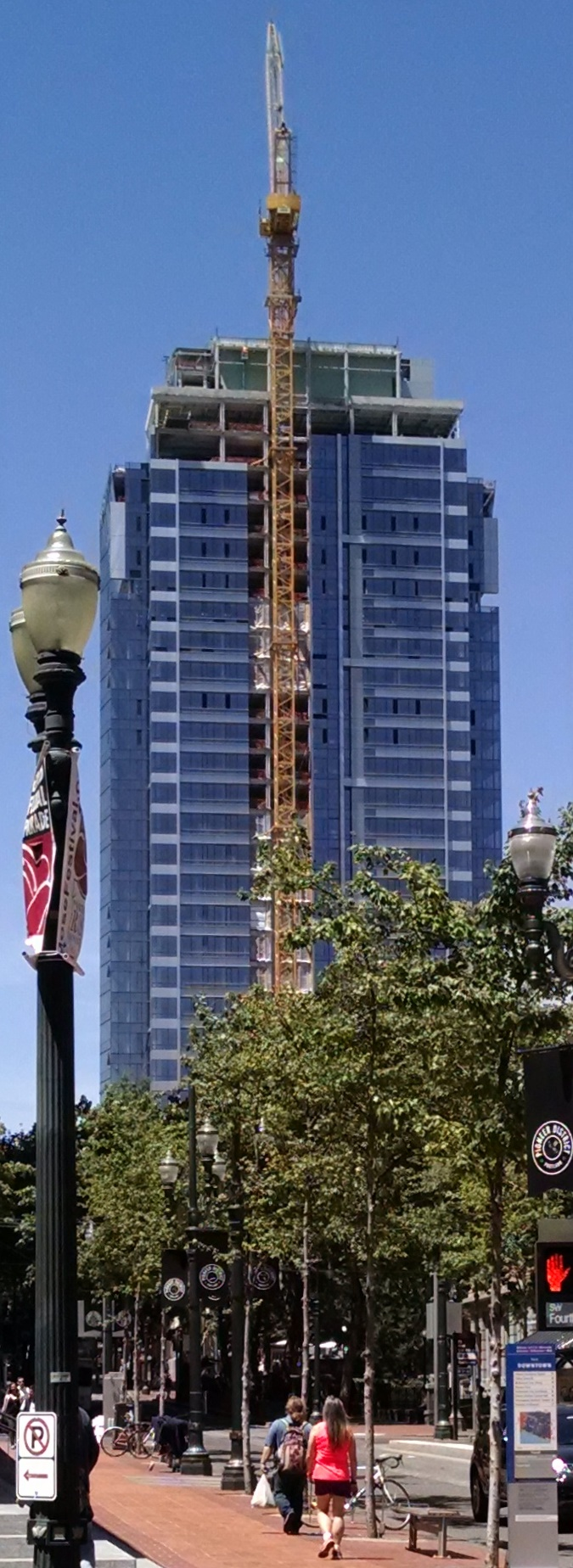
En junio de 2015
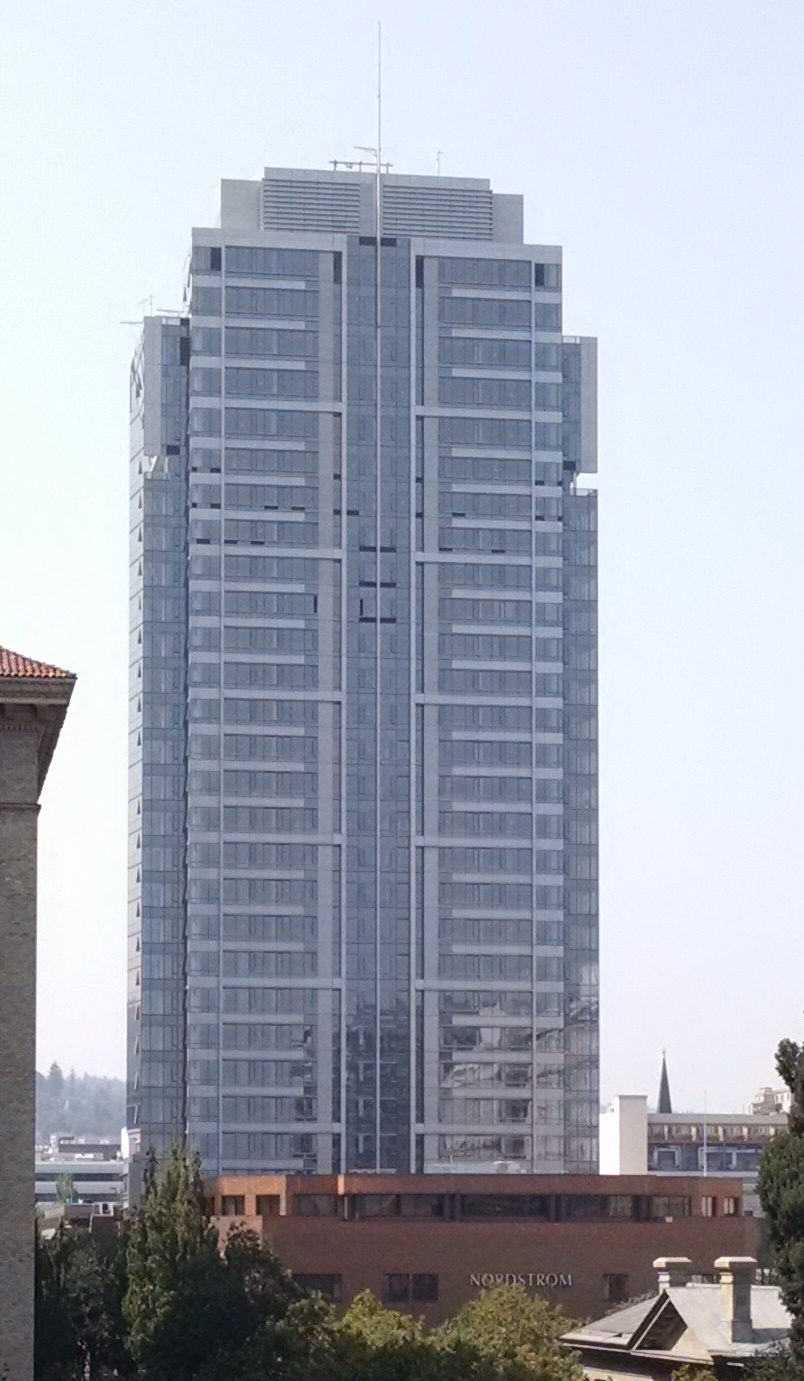
En agosto de 2015